# Пинк Пантер
Пинк Пантер (енгл. Pink Panther), у ранијим преводима Пантер Панта, измишљени је лик из цртаних филмова који се прво појавио као цртани лик на уводној и завршној шпици серије филмова о инспектору Клузоу под именом „Пинк Пантер“ из 60-их година 20. века са Питером Селерсом у главној улози, да би након стицања велике популарности почео живот у посебној серији цртаних филмова у којима је он главни лик.

## Радња првог серијала цртаћа
Први серијал цртаћа о Пинк Пантеру се састоји иѕ десетак краткометражних,петоминутних хумористичних епизода у којима се Пинк Пантер(Пантер Панта) суочава са животним проблемима које мора да реши, као што је да ухвати побеглу гуму коју је покушао да замени на аутомобилу на низбрдици, или да се реши буве која га је напала, као и да заустави термита који му уништава дрвену колибу. Поред Пинк Пантера редован лик је његов архинепријатељ, мали, бели, носати човечуљак, са којим се или сукобљава или му помаже, као што је случај са епизодом о Робину Худу, где му Пинк Пнатер помаже да побегне из затвора, због неплаћеног пореза. Поред човечуљка, ту је и човечуљков пас, а и сам човечуљак може да дође у разним улогама, као што је Гроф Дракула. У овом серијалу главни јунаци немају дијалог, или га врло ретко имају, што је изузетак са пар епизода где Пинк Пантер говори.Свака епизода има хумористичан крај, као нпр када Пинк Пантер коначно ухвати гуму, шлеп служба му односи кола због непрописног паркирања, или у случају Робин Худа после низа неуспелих покушаја Пантера да избави свог пријатеља, прави Робин Худ шаље поруку да ће их обојицу избавити, да би и сам завршио у затвору.